# Josep Mallafré Morell
Josep Mallafré Morell (Terrassa, 1920) va ser un jugador, àrbitre i dirigent d'hoquei català.
Es va iniciar com a jugador el 1935 al CD Terrassa, club on jugà fins al 1948 excepte l'època en què va fer el servei militar, que va jugar en el Club Castillo de Sant Sebastià i a la secció d'hoquei el Club Deportivo Alavés, de la qual va ser un dels fundadors. En el seu palmarès hi figuren cinc Campionats d'Espanya amb el CD Terrassa, el primer el 1943 a Sant Sebastià i l'últim el 1947 a la Corunya. Quan el 1948 va deixar l'hoquei actiu es va centrar en la faceta de directiu, que va iniciar el 1949 com a tresorer de la Federació Catalana de Hockey que presidia Lluís Ysamat Bosch, i va continuar després com a vocal, president del Col·legi d'Àrbitres i vicepresident en les juntes directives de Miquel Moragas, Francesc Sabater i Pau Negre. Després de ser president entre 1961 i 1963, va ser nomenat vicepresident de la Federació Espanyola, càrrec que va mantenir fins al 1972. Com a àrbitre es va iniciar el 1951, el 1953 es va convertir en internacional i va xiular un trenta partits en aquesta categoria i participà en els Jocs del Mediterrani el 1955 i 1966. Va rebre la medalla al mèrit esportiu el 1955, la placa el mèrit i l'estic d'or de la Federació Catalana de Hockey, la medalla al mèrit esportiu el 1963 de la Delegación Nacional de Deportes i la medalla de Forjador de la Història Esportiva de Catalunya el 1989.